# Friaça
Albino Friaça Cardoso (Rio de Janeiro, 1924. október 20. – Itaperuna, 2009. január 12.), ismertebb nevén Friaça, brazil labdarúgócsatár.

## Pályafutása

### A válogatottban
1947 és 1952 között 13 mérkőzésen lépett pályára a brazil válogatottban, amelyeken nyolc győzelmet, három döntetlent és két vereséget könyvelhetett el. Pályafutása csúcspontja az 1950-es labdarúgó-világbajnokságon való részvétel volt hazájában, ahol négyszer is szerepelt a válogatottban. A torna  döntőnek is beillő találkozóján – amelyben egy Uruguay elleni döntetlen is elég lett volna Brazíliának a cím megszerzéséhez –, Friaça megszerezte egyetlen gólját a válogatottban, amellyel a 47. percben 1–0-ra módosította az állást. A csapata azonban végül 2–1-re kikapott, a és így a második helyen végzett.

## Sikerei, díjai

### Klubcsapatokkal
Vasco da Gama
- Carioca bajnokság: 1945, 1947, 1952,
- Bajnokcsapatok dél-amerikai bajnoksága: 1948
- Rivadavia Correa Meyer torna: 1953

São Paulo
- Paulista bajnokság: 1949

### A válogatottal
Brazília
- Pánamerikai bajnokság: 1952
- Labdarúgó-világbajnokság második helyezettje: 1950